# Třebovice
Třebovice är en ort i Tjeckien.   Den ligger i regionen Pardubice, i den östra delen av landet, 150 km öster om huvudstaden Prag. Třebovice ligger 419 meter över havet och antalet invånare är 806.
Terrängen runt Třebovice är varierad. Runt Třebovice är det ganska glesbefolkat, med 38 invånare per kvadratkilometer. Närmaste större samhälle är Česká Třebová, 6,5 km nordväst om Třebovice. I omgivningarna runt Třebovice växer i huvudsak blandskog.